# Guichet (cricket)
Pour les articles homonymes, voir Guichet.
Le terme anglais wicket, en français « guichet », a plusieurs significations au cricket. Il désigne principalement l'un des deux ensembles de piquets de bois situés sur le terrain et défendus par les batteurs. Il peut aussi s'agir de l'élimination d'un batteur. Un lanceur qui élimine un batteur est crédité d'un guichet dans ses statistiques.

## Significations

### Ensemble de piquets

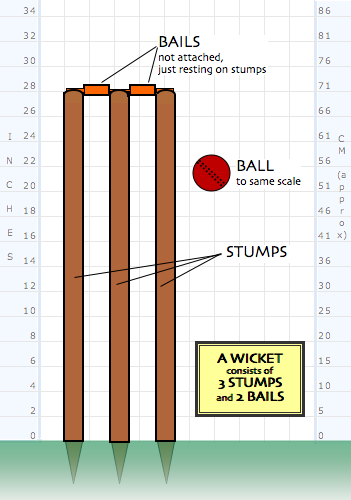
Un guichet est composé de trois stumps surmontés de deux bails.

Le guichet est, au cricket, un ensemble de trois piquets de bois verticaux alignés, surmontés de deux petits témoins horizontaux, en bois également. Il y a deux guichets sur le terrain, parallèles l'un à l'autre, de part et d'autre du pitch. Les deux guichets sont distants de 20,12 mètres.
Les dimensions en sont précisées par la loi 8 des lois du cricket. Les piquets verticaux, appelés stumps, sont cylindriques et répartis sur une largeur de 22,86 centimètres. Leur diamètre est compris entre 3,49 et 3,81 centimètres et leur hauteur au-dessus du terrain est de 71,1 centimètres.
Les petits témoins horizontaux sont les bails. Ils sont amovibles et mesurent 10,95 centimètres de long.
L'un des objectifs du batteur qui fait face au lancer est d'éviter que la balle ne touche le guichet et ne fasse tomber l'un ou les deux bails. Si le cas se présente, le batteur est éliminé.

### Élimination d'un batteur

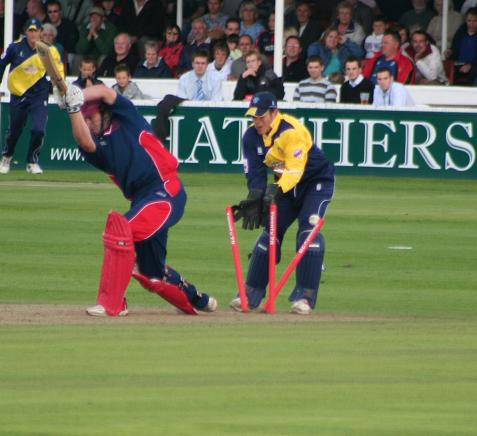
Le guichet (set de bois) de ce batteur a été touché par la balle : il est éliminé. L'élimination d'un batteur est appelée un guichet, et, dans ce cas d'élimination (guichet brisé), un guichet est mis au crédit du lanceur adverse.

Le terme guichet signifie également l'élimination d'un des deux batteurs présents sur le terrain. Dans certains cas, le joueur adverse qui a lancé la balle est crédité d'un guichet. C'est le cas lorsque le batteur est éliminé si son guichet est brisé, auto-élimination (le joueur a touché involontairement le guichet), jambe avant guichet (obstruction à la destruction du guichet par une partie de son corps), attrapé au vol (la balle a été retenue en plein vol sans toucher le sol) ou si le batteur est délogé (le guichet a été détruit avec la balle par le gardien de guichet adverse alors que le batteur, en dehors de sa zone sûre, a manqué la balle).
Le nombre de guichets pris par un lanceur, c'est-à-dire le nombre de joueurs adverses qu'il a éliminés, est l'un des critères servant à évaluer ses performances.

### Autres acceptions
Wicket est parfois un synonyme de pitch, la bande rectangulaire située au milieu du terrain et sur laquelle se situe les deux guichets.
Le total de courses accumulées lorsque les deux mêmes batteurs sont sur le terrain est un partnership. On parle de partnership pour le premier guichet pour désigner le total des courses accumulées par les deux premiers batteurs de la manche, de partnership pour le deuxième guichet pour toutes les courses accumulées entre la première élimination d'un batteur et l'élimination suivante d'un autre batteur, et ainsi de suite.
On dit que l'équipe qui passe à la batte en dernière « gagne par n guichets » s'il lui reste n+1 joueurs non éliminés (il lui restait n éliminations possibles, sachant qu'il faut deux batteurs sur le terrain).

## Records
Records du nombre de guichets pris par des lanceurs (c'est-à-dire du nombre de joueurs dont l'élimination est à mettre à leur crédit) :
| Records internationaux                                                      | Records internationaux      | Records internationaux               | Records internationaux |
| Test cricket                                                                | One-day International       | Twenty20 International               |                        |
| --------------------------------------------------------------------------- | --------------------------- | ------------------------------------ | ---------------------- |
| Muttiah Muralitharan (Sri Lanka, 800)                                       | Wasim Akram (Pakistan, 534) | Shakib Al Hasan (Bangladesh, 129)    |                        |
| Records généraux                                                            |                             |                                      |                        |
| First-class cricket                                                         | List A cricket              | Twenty20                             |                        |
| Wilfred Rhodes (Angleterre, 4204)                                           | Wasim Akram (Pakistan, 882) | Tyron Henderson (Afrique du Sud, 73) |                        |
| Statistiques à jour au 31 juillet 2008 Les joueurs en activité sont en gras |                             |                                      |                        |